# Spodnja Saška
Spodnja Saška (nemško Niedersachsen) je po površini druga največja dežela v Nemčiji (za Bavarsko), po številu prebivalstva (okoli 8 milijonov) pa je četrta. Leži na severozahodu države; na severu meji na Schleswig-Holstein in Hamburg, na severovzhodu na Mecklenburg - Predpomorjansko, na vzhodu na Brandenburg in Saško - Anhalt, na jugu na Turingijo, Hessen in Severno Porenje - Vestfalijo, na zahodu na Nizozemsko, s severozahodne strani pa jo obdaja Severno morje. Enklava v deželnem ozemlju, ki pa ima sama status dežele, je hanzeatsko mesto Bremen. Meji torej na kar 9 nemških zveznih dežel (največ med vsemi) in eno tujo državo. Glavno in največje mesto Spodnje Saške je Hannover.

## Geografija

### Deželno ozemlje
Spodnjo Saško je 22. novembra 1946 vzpostavila britanska okupacijska uprava in v njej združila nekdanje pruske dežele Hannover, Braunschweig, Svobodno deželo Oldenburg in Schaumburg-Lippe. Manjši deli teh nekdanjih dežel so v istem času prišli pod sovjetsko upravo in so kasneje postali del NDR.
Leta 1993 se je upravna enota (Amt) Neuhaus, dotedaj del Mecklenburga-Predpomorjanske, odcepila in priključila Spodnji Saški. Odtlej današnja Spodnja Saška pokriva tudi del ozemlja nekdanje NDR.

### Naravne značilnosti
Večji del Spodnje Saške (razen jugovzhoda) leži v Severnonemški nižini. Naravna meja dežele na severu sta Severno morje in reka Laba. Na jugozahodu in jugu dežela sega v Srednjenemško hribovje (Harz, Spodnjesaško pogorje). Najvišji vrh dežele, Wurmberg (v Harzu), sega 971 m n.m. Na severovzhodu dežele se razteza Lüneburška resava, kjer je ta posebna vrsta vegetacije navkljub gospodarskemu napredku še ohranjena. 
Najpomembnejše reke v deželi so Ems (371 km), Vezera (Weser, 440 km, s pritokom Werro 744 km), Aller (211 km) in Laba (Elbe, 1071 km).
Pred obalo v Severnem morju leži veriga Vzhodnofrizijskih otokov.

### Prebivalstvo
Poleg večinskih Nemcev na Spodnjem Saškem živijo še avtohtoni Saterski Frizijci.
Po drugi svetovni vojni je Spodnja Saška sprejela veliko število pregnanih Nemcev iz Šlezije, Vzhodne Prusije, Pomorjanskega in Sudetov. Po novejših raziskavah je 30% prebivalstva pregnancev ali njihovih potomcev.
Z razvojem industrije in potrebami po delovni sili je prišlo tudi do novodobnega priseljevanja (predvsem Italijanov, Špancev in Turkov) večinoma na območje med Hannovrom in Wolfsburgom.
Največja mesta so Hannover (516.000 preb.), Braunschweig (245.000), Osnabrück (163.000), Oldenburg (159.000), Göttingen (123.000), Wolfsburg (121.000), Salzgitter (107.000) in Hildesheim (102.000). Vsa ostala mesta imajo manj kot 100.000 prebivalcev, mdr. Celle, Lüneburg, Wolfenbüttel, Jever, Goslar, Hameln, Gifhorn, Rotenburg an der Wümme, Wilhelmshaven, Delmenhort, Emden, Cloppenburg, Wittingen, Nordhorn, Northaim, Wildeshausen, Aurich, Cuxhaven, Westerstede, Diepholz, Meppen, itd.

## Deželna oblast

### Struktura oblasti
Deželni zbor (Niedersächsischer Landtag) in Vlada (Landesregierung von Niedersachsen) imata sedež v Hannovru. Območje dežele pokrivajo tri naddeželna sodišča (Oberlandesgericht) - v Braunschweigu, Celleju in Oldenburgu. Deželno ustavno sodišče (Niedersächsischer Staatsgerichtshof) se nahaja v Bückeburgu.
Na zadnjih volitva v Deželni zbor 2. februarja 2003 je zmagala CDU, ki od tedaj vlada skupaj z FDP. Poleg njunih v parlamentu sedijo še predstavniki SPD in Zelenih. Naslednje volitve bodo leta 2008.

### Upravna delitev
Dežela se upravno deli na 38 okrajev (Landkreis), 8 svobodnih mest (kreisfreie Stadt) in eno regijo (Region) s posebnim statusom.
Okraji in regija:
1. Ammerland, sedež v Westerstedeju (WST)
2. Aurich, sedež v Aurichu (AUR)
3. Grofija Bentheim, sedež v Nordhornu (NOH)
4. Celle, sedež v Celleju (CE)
5. Cloppenburg, sedež v  Cloppenburgu (CLP)
6. Cuxhaven, sedež v Cuxhavnu (CUX)
7. Diepholz, sedež v Diepholzu (DH)
8. Emsland, sedež v Meppnu (EL)
9. Frizija, sedež v Jevru (FRI)
10. Gifhorn, sedež v Gifhornu (GF)
11. Goslar, sedež v Goslarju (GS)
12. Göttingen, sedež v Göttingenu (GÖ)
13. Hameln-Pyrmont, sedež v Hamelnu (HM)
14. Regija Hannover, sedež v Hannovru (H)
15. Harburg, sedež v Winsnu (Luhe) (WL)
16. Helmstedt, sedež v Helmstedtu (HE)
17. Hildesheim, sedež v Hildesheimu (HI)
18. Holzminden, sedež v Holzmindenu (HOL)
19. Leer, sedež v Leerju (LER)
20. Lüchow-Dannenberg, sedež v Lüchowu (DAN)
21. Lüneburg, sedež v Lüneburgu (LG)
22. Nienburg/Vezera, sedež v Nienburgu/Vezeri (NI)
23. Northeim, sedež v Northeimu (NOM)
24. Oldenburg, sedež v Wildeshausnu (OL)
25. Osnabrück, sedež v Osnabrücku (OS)
26. Osterholz, sedež v Osterholz-Scharmbecku (OHZ)
27. Osterode am Harz, sedež v Osterodeju v Harzu (OHA)
28. Peine, sedež v Peineju (PE)
29. Rotenburg (Wümme), sedež v Rotenburgu (Wümme) (ROW)
30. Schaumburg, sedež v Stadthagnu (SHG)
31. Soltau-Fallingbostel, sedež v Bad Fallingbostlu (SFA)
32. Stade, sedež v Stadeju (STD)
33. Uelzen, sedež v Uelznu (UE)
34. Vechta, sedež v Vechti (VEC)
35. Verden, sedež v Verdnu (VER)
36. Wesermarsch, sedež v Brakeju (BRA)
37. Wittmund, sedež v Wittmundu (WTM)
38. Wolfenbüttel, sedež v Wolfenbüttlu (WF)

Svobodna mesta:
- Braunschweig (BS)
- Delmenhort (DEL)
- Emden (EMD)
- Oldenburg (OL)
- Osnabrück (OS)
- Salzgitter (SZ)
- Wilhelmshaven (WHV)
- Wolfsburg (WOB)

## Gospodarstvo
V primerjavi kupne moči z ostalimi deli EU dosega Spodnja Saška indeks 94,8 (EU-27:100) (2004) in tako leži malo pod evropskim povprečjem.
Industrijsko najbolj razvit del Spodnje Saške je območje na jugovzhodu med Hannovrom in Wolfsburgom, od koder izhaja najbolj znana spodnjesaška blagovna znamka Volkswagen.
Hannover je znan po svojih sejmih. Na največjem sejmišču na svetu vsako leto prirejajo npr. CeBIT in Hannoverski sejem (Hannover Messe).
Velik del Spodnje Saške predstavlja podeželje, pri čemer pa se pojavljajo velike regionalne razlike. Na jugovzhodu uspevajo sladkorna pesa in žita, v Lüneburški resavi krompir in lokalna specialiteta beluši, na mokrejših priobalnih področjih pa se ukvarjajo predvsem z živinorejo.
V Severnem morju se izkoriščajo nahajališča zemeljskega plina, v deželi pa stojijo tri jedrske elektrarne: Lingen, Gronde, Nordenham.

## Kultura

### Jezik
Uradni jezik je nemščina, v občini Saterland v Okraju Cloppenburg pa tudi saterska frizijščina. Posebno zaščito kot regionalni jezik uživa nizka nemščina, ki ima občuten vpliv na lokalna narečja.

### Izobraževanje
Na Spodnjem Saškem se nahaja 8 univerz: Tehniška univerza Braunschweig, Tehniška univerza Clausthal, Univerza Jurija Avgusta Göttingen, Univerza Gottfrieda Wilhelma Leibniza Hannover, Univerza Hildesheim, Univerza Leuphana Lüneburg, Univerza Carla von Ossietzkyja Oldenburg, Univerza Osnabrück. Poleg njih je v deželi še veliko javnih in privatnih visokošolskih zavodov.

### Vera
Večji del Spodnje Saške je protestantski. Kot posledica starih teritorialnih delitev so se do danes ohranile ločene deželne cerkve: Evangeličansko-luteranska deželna cerkev Hannovra, Evangeličansko-luteranska deželna cerkev Schaumburg-Lippe, Evangeličansko-luteranska deželna cerkev v Braunschweigu in Evangeličansko-luteranska cerkev v Oldenburgu. Od naštetih povsem ločena Evangeličansko-reformirana cerkev v Severozahodni Nemčiji  ima pomen v Friziji in v Grofiji Bentheim.
Manjša območja so iz zgodovinskih razlogov izrazito katoliška (med njimi npr. Emsland). Ozemlje Spodnje Saške se deli med škofije Hildesheim, Osnabrück, (obe sodita v okvir hamburške nadškofije), Münster (spada pod kölnsko nadškofijo in Nadškofijo Paderborn.
V deželi živijo tudi muslimani - predvsem turški priseljenci.